# Ethel Merman
Ethel Merman, egentlig Ethel Zimmermann, (født 16. januar 1908 i Astoria, Queens, New York City, død 15. februar 1984 i New York City) var en amerikansk Golden Globe- og Tony Award-vindende filmskuespillerinde og sangerinde.
Hun fik filmdebut i 1930. Hun var stjerne i 1930'ernes filmmusicaler, bl.a. Anything Goes (Samfundets fjende nr. 13, 1936) og Alexander's Ragtime Band (1938), og blev kendt for sin voluminøse stemme og sin udadvendte scenepersonlighed. Efter et længere ophold fra film spillede hun i There's No Business Like Show Business (Sex på scenen, 1954) og It's a Mad, Mad, Mad, Mad World (Hopla, vi lever, 1963). Hun skrev selvbiografien Merman (1978).

## Barndom
Ethel Agnes Zimmermann blev født 16. januar 1908 i Astoria i New York som datter af revisoren Edward Zimmermann og lærerinden Agnes Gardner. Hendes far var af tysk afstamning, mens hendes mor var af skotsk afstamning.

## Karriere
Merman begyndte at synge da hun arbejdede som sekretær for B-K Booster Vacuum Brake Company i Queens. Hun fik senere en karriere indenfor vaudeville og var kendt for sin kraftige mezzosopranstemme. Merman spillede i de fem Cole Porter-musicaler Anything Goes, Red, Hot and Blue, DuBarry Was a Lady, Panama Hattie og Something for the Boys. I 1951 blev hun belønnet med Tony Award for indsatsen i Call Me Madam. Hun spillede også i filmen Call Me Madam fra 1953 og vandt da Golden Globe. Merman blev også nomineret til Tony Award for Happy Hunting og Gypsy: A Musical Fable. Hun pensionerede sig fra Broadway i 1970. I 1979 indspillede hun albummet The Ethel Merman Disco Album med flere af hendes mest kendte sange. Merman spillede også i flere Hollywood-film, inkluderet Alexander's Ragtime Band fra 1936 og Show business fra 1954, med musik af Irving Berlin og It's a Mad, Mad, Mad, Mad World fra 1963. Hendes sidste filmrolle var en parodi på sig selv i Højt at flyve fra 1980. Merman skrev to selvbiografier: Who Could Ask for Anything More i 1955 og Merman i 1978.

## Privatliv
I 1940 giftede Merman sig med teateragenten Bill Smith, men ægteskabet sluttede året efter. I 1941 giftede hun sig med avischefen Robert Levitt som hun fik de to børn Ethel og Robert Jr. sammen med. Ægteskabet sluttede i 1952. Året efter giftede hun sig med Robert Six, lederen for Continental Airlines, som hun var gift med frem til 1960. I 1964 giftede hun sig med skuespilleren Ernest Borgnine, men søgte om skilsmisse efter 32 dage. Merman fik diagnosen glioblastoma multiforme og fik udført neurokirurgi i april 1983 for at fjerne hjernesvulsten. Kræften havde imidlertid spredt sig, og Merman døde 15. februar 1984.

## Filmklip
- Time on My Hands (1932)